# Campeonato Sudamericano 1946
El Campeonato Sudamericano de Selecciones 1946 fue la 19.ª edición del Campeonato Sudamericano de Selecciones, competición que posteriormente sería denominada como Copa América y que es el principal torneo internacional de fútbol por selecciones nacionales en América del Sur. Se desarrolló en Buenos Aires, Argentina, entre el 12 de enero y el 10 de febrero de 1946.
José María Medina de Uruguay fue el máximo artillero con 7 goles.

## Árbitros
- Mário Vianna.
- José Bartolomé Macías.
- Nobel Valentini.
- Higinio Madrid.
- Cayetano de Nicola.

## Sedes
Los estadios Monumental del Club Atlético River Plate y el Club Atlético San Lorenzo de Almagro («El Gasómetro») en Buenos Aires, y el estadio del Club Atlético Independiente en Avellaneda fueron seleccionados como sedes para los partidos del torneo.
| Avellaneda                                                                                         | Buenos Aires       | Buenos Aires         |
| -------------------------------------------------------------------------------------------------- | ------------------ | -------------------- |
| Estadio Independiente                                                                              | Estadio Monumental | Estadio El Gasómetro |
| Capacidad: 53 000                                                                                  | Capacidad: 66 449  | Capacidad: 75 000    |
| |                    |                      |
| Sedes en la Ciudad de Buenos Aires · Estadio Monumental Estadio El Gasómetro Estadio Independiente |                    |                      |

## Equipos participantes
| Equipos participantes | Equipos participantes | Equipos participantes |
| --------------------- | --------------------- | --------------------- |
| Argentina             | Bolivia               | Brasil                |
| Chile                 | Paraguay              | Uruguay               |

## Resultados

### Posiciones
| Selección | Pts. | PJ | PG | PE | PP | GF | GC | Dif |
| --------- | ---- | -- | -- | -- | -- | -- | -- | --- |
| Argentina | 10   | 5  | 5  | 0  | 0  | 17 | 3  | +14 |
| Brasil    | 7    | 5  | 3  | 1  | 1  | 13 | 7  | +6  |
| Paraguay  | 5    | 5  | 2  | 1  | 2  | 8  | 8  | +0  |
| Uruguay   | 4    | 5  | 2  | 0  | 3  | 11 | 9  | +2  |
| Chile     | 4    | 5  | 2  | 0  | 3  | 8  | 11 | –3  |
| Bolivia   | 0    | 5  | 0  | 0  | 5  | 4  | 23 | –19 |

### Partidos
| 12 de enero de 1946 | Argentina                   | 2:0 (2:0) | Paraguay | Estadio Monumental, Buenos Aires                                  |                                                                   |
|                     | De la Mata 6' · Martino 43' |           |          | Asistencia: 70 000 espectadores Árbitro(s): Mário Vianna (Brasil) | Asistencia: 70 000 espectadores Árbitro(s): Mário Vianna (Brasil) |

| 16 de enero de 1946 | Brasil                        | 3:0 (0:0) | Bolivia | Estadio El Gasómetro, Buenos Aires                                            |                                                                               |
|                     | Heleno 47', 78' · Zizinho 65' |           |         | Asistencia: 50 000 espectadores Árbitro(s): José Bartolomé Macías (Argentina) | Asistencia: 50 000 espectadores Árbitro(s): José Bartolomé Macías (Argentina) |

| 16 de enero de 1946 | Uruguay    | 1:0 (1:0) | Chile | Estadio El Gasómetro, Buenos Aires                                |                                                                   |
|                     | Medina 34' |           |       | Asistencia: 50 000 espectadores Árbitro(s): Mário Vianna (Brasil) | Asistencia: 50 000 espectadores Árbitro(s): Mário Vianna (Brasil) |

| 19 de enero de 1946 | Chile                     | 2:1 (0:1) | Paraguay  | Estadio El Gasómetro, Buenos Aires                                    |                                                                       |
|                     | Araya 48' · Cremaschi 68' |           | 14' Rolón | Asistencia: 60 000 espectadores Árbitro(s): Nobel Valentini (Uruguay) | Asistencia: 60 000 espectadores Árbitro(s): Nobel Valentini (Uruguay) |

| 19 de enero de 1946 | Argentina                                                           | 7:1 (2:0) | Bolivia    | Estadio El Gasómetro, Buenos Aires                                 |                                                                    |
|                     | Labruna 34', 89' · Méndez 39', 60' · Salvini 75', 84' · Loustau 79' |           | 67' Peredo | Asistencia: 65 000 espectadores Árbitro(s): Higinio Madrid (Chile) | Asistencia: 65 000 espectadores Árbitro(s): Higinio Madrid (Chile) |

| 23 de enero de 1946 | Brasil                                | 4:3 (4:2) | Uruguay                       | Estadio El Gasómetro, Buenos Aires                                        |                                                                           |
|                     | Jair 1', 16' · Heleno 39' · Chico 44' |           | 25', 70' Medina · 37' Vázquez | Asistencia: 40 000 espectadores Árbitro(s): Cayetano de Nicola (Paraguay) | Asistencia: 40 000 espectadores Árbitro(s): Cayetano de Nicola (Paraguay) |

| 26 de enero de 1946 | Paraguay                                   | 4:2 (2:1) | Bolivia                           | Estadio Monumental, Buenos Aires                                              |                                                                               |
|                     | Genés 30' · Benítez 44' · Villalba 67' 88' |           | 20' (a.g.) Coronel · 42' González | Asistencia: 80 000 espectadores Árbitro(s): José Bartolomé Macías (Argentina) | Asistencia: 80 000 espectadores Árbitro(s): José Bartolomé Macías (Argentina) |

| 26 de enero de 1946 | Argentina                        | 3:1 (1:0) | Chile         | Estadio Monumental, Buenos Aires                                      |                                                                       |
|                     | Labruna 39', 60' · Pedernera 65' |           | 85' Alcántara | Asistencia: 80 000 espectadores Árbitro(s): Nobel Valentini (Uruguay) | Asistencia: 80 000 espectadores Árbitro(s): Nobel Valentini (Uruguay) |

| 29 de enero de 1946 | Uruguay                               | 5:0 (3:0) | Bolivia | Estadio Independiente, Avellaneda                                  |                                                                    |
|                     | Medina 1', 25', 30', 78' · García 75' |           |         | Asistencia: 30 000 espectadores Árbitro(s): Higinio Madrid (Chile) | Asistencia: 30 000 espectadores Árbitro(s): Higinio Madrid (Chile) |

| 29 de enero de 1946 | Brasil      | 1:1 (0:1) | Paraguay     | Estadio Independiente, Avellaneda                                             |                                                                               |
|                     | Norival 63' |           | 31' Villalba | Asistencia: 30 000 espectadores Árbitro(s): José Bartolomé Macías (Argentina) | Asistencia: 30 000 espectadores Árbitro(s): José Bartolomé Macías (Argentina) |

| 2 de febrero de 1946 | Argentina                                | 3:1 (1:0) | Uruguay      | Estadio El Gasómetro, Buenos Aires                                |                                                                   |
|                      | Pedernera 32' · Labruna 46' · Méndez 72' |           | 59' Riephoff | Asistencia: 80 000 espectadores Árbitro(s): Mário Vianna (Brasil) | Asistencia: 80 000 espectadores Árbitro(s): Mário Vianna (Brasil) |

| 3 de febrero de 1946 | Brasil                                | 5:1 (2:0) | Chile              | Estadio El Gasómetro, Buenos Aires                                    |                                                                       |
|                      | Zizinho 4', 41', 46', 71' · Chico 89' |           | 84' (pen.) Salfate | Asistencia: 22 000 espectadores Árbitro(s): Nobel Valentini (Uruguay) | Asistencia: 22 000 espectadores Árbitro(s): Nobel Valentini (Uruguay) |

| 8 de febrero de 1946 | Chile                              | 4:1 (2:0) | Bolivia    | Estadio El Gasómetro, Buenos Aires                                            |                                                                               |
|                      | Araya 9', 39' · Cremaschi 49', 78' |           | 50' Peredo | Asistencia: 18 000 espectadores Árbitro(s): José Bartolomé Macías (Argentina) | Asistencia: 18 000 espectadores Árbitro(s): José Bartolomé Macías (Argentina) |

| 8 de febrero de 1946 | Paraguay                     | 2:1 (1:0) | Uruguay     | Estadio El Gasómetro, Buenos Aires                                |                                                                   |
|                      | Villalba 37' · Rodríguez 75' |           | 58' Ramírez | Asistencia: 18 000 espectadores Árbitro(s): Mário Vianna (Brasil) | Asistencia: 18 000 espectadores Árbitro(s): Mário Vianna (Brasil) |

| 10 de febrero de 1946 | Argentina       | 2:0 (1:0) | Brasil | Estadio Monumental, Buenos Aires                                      |                                                                       |
|                       | Méndez 38', 55' |           |        | Asistencia: 80 000 espectadores Árbitro(s): Nobel Valentini (Uruguay) | Asistencia: 80 000 espectadores Árbitro(s): Nobel Valentini (Uruguay) |

|                              |
|                              |
| Bandera de Argentina         |
| Campeón Argentina 8.º título |

### Goleadores
7 goles
- José M. Medina

5 goles
- Ángel Labruna
- Norberto Méndez
- Zizinho

4 goles
- Juan Villalba

3 goles
- Heleno
- Jorge Araya
- Atilio Cremaschi

2 goles
- Adolfo Pedernera
- Juan Carlos Salvini
- Miguel Peredo
- Chico
- Jair

1 gol
- Vicente de la Mata
- Félix Loustau
- Rinaldo Martino
- Zenón González
- Norival
- Juan Alcántara
- Santiago Salfate
- Delfín Benítez Cáceres
- Alejandrino Genés
- Albino Rodríguez
- Porfirio Rolón
- José García
- José A. Vázquez
- Juan Riephoff
- Raúl Schiaffino

Autogol
- Doroteo Coronel (ante Bolivia)

### Mejor jugador del torneo
- Adolfo Pedernera.[1]